# مقاطعة كامدن
مقاطعة كامدن (بالإنجليزية: Camden County)‏ هي إحدى مقاطعات ولاية كارولاينا الشمالية في الولايات المتحدة الأمريكية. مركز المقاطعة أو مقعدها هي مدينة كامدن. تأسست هذه المقاطعة سنة 1777.أصل هذه المقاطعة يأتي من: مقاطعة باسكوتانك.

## أعلام
- روبرت هاردي سميث